# 外間隆史
外間 隆史（そとま たかふみ、1962年2月26日 - ）は、音楽プロデューサー、アーティスト。東京都出身。音楽家の枠を超え、グラフィックデザイナー、映像ディレクターとしても活動している。
父は言語学者、沖縄文化研究家で法政大学名誉教授の外間守善、妻はアイドルグループ「Qlair」のメンバーだった井ノ部裕子。なお、外間は沖縄でよく見られる姓で「ほかま」と読むことが多い。父の守善は「ほかま」である。

## 略歴
- 1979年 - テクノバンドFILMSで活動。
- 1981年 - FILMS脱退。新聞記者、コピーライター等の職を経る。
- 1988年 - 遊佐未森デビューアルバム『瞳水晶』をプロデュース。

以後、様々なミュージシャンの楽曲制作に携わり、独特の世界観を構築する。
- 1998年 - GEMMATIKA Records（ジェマティカ・レコーズ）設立に、イメージ・ディレクターとして参加。
- 1999年 - 初のソロアルバム『裏庭』を発表。
- 2001年 - アルバム『サンビカ（St.Bika）』をリリース。また同名の個展を渋谷EGG Galleryで行い、また同作品をモチーフとした音楽番組『ラジオ・サンビカon TV』（BS朝日）の演出と脚本を担当する。
- 2012年 - ウェブサロン「焚火社」を結成。
- 2016年 - 「未明編集室」を立ち上げ。手帳『AGENDA 2017』発行。
- 2017年 - 叢書『未明01』を編集・発行、「専用再生装置付音楽アルバム」と題したポータブルオーディオプレイヤー『ポータペチカ』をプロデュース。

## アルバム
- 裏庭 (GEMMATIKA Records、RSCG-1002、1999年1月13日)
- Noche　GEMMATIKA (GEMMATIKA Records、RSCG-1008、1999年12月1日)
- サンビカ (GEMMATIKA Records、RSCG-1011/1012、2000年8月2日)
- 雲ノ箱 (GEMMATIKA Records、RSCG-1020、2003年6月4日)

## 主な作品提供アーティスト
- BL.WALTZ
- b-flower
- Qlair <乙女塾>
- いしだ壱成
- 遊佐未森 （瞳水晶、空耳の丘、ハルモニオデオン、HOPE、アルヒハレノヒ、アカシア、roka、Bougainvillea、潮騒）
- 渡辺満里奈
- ちわきまゆみ （「オーロラ・ガール」）